# Мјори
Мјори (блр. Мёры; рус. Мёры) град је у северозападном делу Републике Белорусије. Административно припада Мјорском рејону Витепске области чији је уједно и административни центар.
Према проценама из 2014. у граду је живело око 8.100 становника.

## Географија
Град Мјори лежи на обалама Мјорског језера, на око 190 км западно од административног центра области, града Витепска. Важна је железничка станица на релацији Варапајева-Друја. Друмским правцима је повезан са суседним градовима Браславом, Верхњедвинском, Шаркавшчином и Полацком.

## Историја
У писаним изворима ово насеље се први пут помиње 1514. као заселак Мереја у Браславском округу Велике Кнежевине Литваније. У катастарским списима ВКЛ из 1567. насеље се помиње као Мјори и било је феудални посед књажевске породица Свјатопол-Мирски. Прва православна црква у насељу основана је још 1621. године, а постоје подаци и о постојању православног манастира из 1644. године. Поменути манастир је 1690. предан на управу гркокатоличкој цркви. У насељу је 1691. подигнут и римокатолички храм који је постојао све до 1862. године.
После друге поделе Државне заједнице Пољске и Литваније 1793. Мјори постаје саставним делом Руске Империје и постаје окружним центром, прво Минске, а потом и Вињуске губерније. Према подацима са сверуског пописа становништва из 1897. у насељу је живело свега 145 становника.
Након краћег периода пољске власти (1921—1939), Мјори постаје делом Белоруске ССР. Административни статус града има од 1972. године.

## Становништво
Према процени, у граду је 2014. живело око 8.100 становника.
| 1897. | 1959. | 1970. | 1979. | 1989. | 1999. | 2009. | 2014.  |
| ----- | ----- | ----- | ----- | ----- | ----- | ----- | ------ |
| 145   | 1.900 | 5.715 | 7.122 | 8.590 | 9.100 | 8.188 | 8.100* |

Напомена: Према процени националне статистичке службе Белорусије.